# Flaga gminy Zabrodzie
Flaga gminy Zabrodzie stanowi czerwony płat sukna o proporcjach 5:8, w którego dolnej części przebiega poziomo rzeka falista srebrna (biała). W górnej części flagi przy drzewcu znajdują się godła herbu gminy Zabrodzie: krzyż srebrny (biały) opleciony gałązką cierniową czarną i podwójnie wystrzępione pióro gęsie srebrne (białe).
Flaga została ustanowiona przez Radę Gminy 30 czerwca 2004 r. po uzyskaniu pozytywnej opinii Komisji Heraldycznej.
Autorem projektu graficznego wraz z opisem i uzasadnieniem heraldycznym jest Robert Szydlik.

## Symbolika
Flaga przedstawia na czerwonym płacie godło gminy.
Zastosowane w herbie i przeniesione na flagę gminy Zabrodzie mobilia (godła) mają uproszczoną kolorystykę i kształt zgodnie z zasadami heraldyki:
- Krzyż srebrny (biały) opleciony gałązką cierniową czarną – znajdujący się na prawej flance – jest godłem zaczerpniętym z herbu Zgromadzenia Sióstr Benedyktynek Samarytanek Krzyża Chrystusowego, które 6 października 1931 r. zakupiły dawny majątek ziemski w Niegowie (historyczna i obecna parafia Zabrodzia). Obecnie siostry benedyktynki samarytanki prowadzą na terenie gminy Zabrodzie dwie duże placówki na rzecz osób z niepełnosprawnością intelektualną: Dom Pomocy Społecznej w Niegowie oraz Dom Pomocy Społecznej "Fiszor" w miejscowości Gaj. 
Nawiązanie do herbu Sióstr jest o tyle istotne, że ich działalność promieniuje nie tylko na teren całej gminy, ale i znacznie dalej. Toczy się proces beatyfikacyjny, założycielka zakonu, siostry Wincenty Jadwigi Jaroszewskiej.  Zgodnie z zasadami heraldyki, by upamiętniać wydarzenia i postaci istotne w historii społeczności, w herbie gminy Zabrodzie nie sposób pominąć ww. zgromadzenia zakonnego i jego działalności. Herb benedyktynek samarytanek jest podzielony na trzy pola (niestandardowo – w pas, przy czym dolne pole podzielono symetryczną linią pionową) i składa się z herbu rodziny Jaroszewskich, herbu z orłem polskim i z krzyża brązowego oplecionego czarnym cierniem na tle złotym, w pozycji pochylonej w heraldyczną prawą stronę (dla patrzącego lewą) o ok. 70 stopni w stosunku do pionu. Herb ww. zgromadzenia nie jest zgodny z obowiązującymi zasadami heraldyki, dlatego zastosowane w herbie gminy Zabrodzie godło zostało poddane heraldyzacji: krzyż jest srebrny z cierniem czarnym.
- Pióro gęsie srebrne (białe) podwójnie wystrzępione – stylizowane na współczesne – jest bezpośrednim nawiązaniem do postaci Cypriana Kamila Norwida, jednego z najwybitniejszych polskich poetów, który urodził się na terenie gminy Zabrodzie we wsi Laskowo-Głuchy 24 września 1821 roku. Poeta pierwsze cztery lata swego życia spędził w drewnianym dworku w Głuchach, a po śmierci matki w 1825 roku był wychowywany przez prababkę – miecznikową Hilarię Sobieską mieszkająca w Stachówce, a z kolei po jej śmierci przez krewnych matki – Zdzieborowskich mieszkających w Dębinkach (także w gminie Zabrodzie).
- Rzeka falista srebrna (biała) – nawiązuje do topografii gminy Zabrodzie, której północno-zachodnia granica biegnie wzdłuż z linią rzeki Bug. Ponadto na terenie gminy przepływa mniejsza rzeka Fiszor ze swoimi trzema dopływami.
- Tło tarczy czerwone – czerwień to podstawowy i prawdopodobnie najstarszy kolor heraldyczny. Według Władysława Kopalińskiego czerwień symbolizuje między innymi natchnienie i twórczość artystyczną. Jest tu jasne nawiązanie do osoby poety Cypriana Kamila Norwida. Poza tym Norwidowie pieczętowali się herbem Topór, którego opis jest następujący: „W polu czerwonym topór srebrny w lewo”. Herb Topór jest jednym z najstarszych (według niektórych heraldyków najstarszym) z polskich godeł szlacheckich. Pierwsza średniowieczna pieczęć z herbem Topór pochodzi z końca XIII wieku. Dla podkreślenia swego dawnego pochodzenia znak ten był w dawnych wiekach nazywany Starżą.